# Huánuco (etnia)
Los huánuco o guánuco (en quechua: wanuku) fue un pueblo andino preincaico que desarrolló la cultura Huánuco y estableció el reino Huánuco  en la zona de Alto Marañón, que corresponde al actual departamento peruano de Huánuco, desde el siglo XIII hasta la conquista del Imperio Inca, ocurrida a mediados del siglo XV.

## Ubicación
En las actuales provincias huanuqueñas de Huánuco, Yarowilca, Lauricocha, Dos de Mayo y parte de Huamalíes.

## Antigüedad
- Periodo histórico: Estados Regionales Tardíos.
- Cronología: 1300-1450 d. C.

## Manifestaciones culturales

### Arquitectura
Fue una de las civilizaciones que logró un alto grado de desarrollo en este campo. Se caracteriza por el empleo de la falsa bóveda, y el uso de los niveles (pisos).

### Cerámica
Usaron colores como el rojo indio, negro, marrón y gris. Entre los objetos elaborados destacan ollas, cántaros y vasijas monocromas.

### Agricultura
Cultivaron amplia gama de productos desde tubérculos hasta frutas y verduras. Su mejor exponente fue la papa.

### Ganadería
Domesticaron la llama, la alpaca y el cuy.

## Religión
Los huanucos fueron politeístas. Esto es una manifestación cultural religiosa que practicaban las sociedades antiguas en su etapa de formación. Sin embargo, el cronista Huamán Poma, nos revela que los huanucos tuvieron ciertas nociones del dios creador del mundo y de los hombres, a quienes los huanucos llamaron Pachacamác.

## Centros administrativos
Existen muchos centros administrativos huanucos enclavados en las cimas de los cerros y en los lugares estratégicos para el control de la población, entre ellos destacan:
- Augu Punta
- Chiquían
- Garu
- Huanuco Pampa
- Mazur
- Piruro
- Selmin
- Susupillo
- Tacaj
- Tantamayo
- Urpish (Cruzpampa)
- Huata